# Hyphochytrea
Classe
Classification MycoBank
Division
Classe
Les Hyphochytrea sont une classe d'eucaryotes de la division des Oomycota. Ces organismes sont semblables aux Oomycètes (au sens strict), desquels ils se différencient pourtant par la présence d'un unique flagelle dans les zoospores, ce qui peut justifier leur séparation dans la division des Hyphochytriomycota, classe des Hyphochytriomycetes. Ce sont des organismes aquatiques, parasites des algues et des champignons ou saprophytes sur des résidus de végétaux ou d'insectes.

## Liste des ordres
Selon The Taxonomicon (3 décembre 2023) :
- Hyphochytriales E.A.Bessey ex P.M.Kirk, P.F.Cannon & J.C.David, 2001
- Pirsoniales Caval.-Sm., 1998